# الإسلام في غيانا
الإسلام في غيانا هو ثالث أكبر ديانة في البلاد بعد المسيحية والهندوسية. وفقًا لتعداد عام 2002، فإن 7.3٪ سكان من البلاد مسلمون. يقدر استطلاع أجراه مركز بيو للأبحاث من عام 2010 أن 6.4٪ من سكان البلاد مسلمون. وصل الإسلام لأول مرة إلى غيانا عن طريق العبيد من غرب إفريقيا ولكن قُمعوا، جلب مسلمين عمال بالسخرة من الهند البريطانية. الرئيس الحالي لغيانا محمد عرفان علي علي هو أول رئيس مسلم.
عيدي الفطر والأضحى والمولد هي أعياد وطنية في غيانا وعيد الفطر وشب بارات ، كما يحتفل بشهر رمضان على نطاق واسع.

## وصول الإسلام إلى غيانا
قدمت أول هجرة إسلامية إلى غيانا مع الأفارقة الذين جليهم الهولنديون أيام احتلالهم لغيانا وذلك لتسخيرهم في زراعة حاصلات المناطق المدراية، ولكن هذه الموجة تلاشت نتيجة المعاملة السيئة والتشتيت الاجتماعي، وعندما خلف البريطانيون الهولنديون في احتلال غيانا، جاءوا بهجرات إجبارية من العمال الهنود والآسيويين، لاستغلالهم في الزراعة، كان من بينهم الكثير من مسلم، ولقد حافظوا على عقيدتهم لذلك أسسوا النواة الأولى للأقلية المسلمة في غيانا، وأخذ عدد المسلمين يتزايد نتيجة الزيادة الطبيعية بين السكان، وألحقت بمعظم المساجد فصول لتعليم أبناء المسلمين قواعد الإسلام.
ولقد بدأ المسلمون تأسيس المساجد المتواضعة منذ أن استقر بهم المقام بغيانا واتخذوا المسجد كمقر لاجتماعاتهم شبه السرية خوفا من بطش السلطات الاستعمارية، وظلت الأقلية المسلمة بغيانا تواجه هذه التحديات حتى سنة 1227هـ – 1860م، وذلك عندما اعترفت السلطات الاستعمارية ببعض حقوق الأقلية المسلمة بالبلاد، وكان منها حق الزواج وفق الشريعة الإسلامية.

## المنظمات الإسلامية

غيانا على الخارطة

بدأ المسلمون في جويانا في تنظيم أنفسهم منذ سنة 1355هـ – 1936م فأسسوا جمعية صدر انجمان الإسلامية المتحدة، وظلت الهيئة الإسلامية لغيانا طيلة ربع قرن، ثم أصاب الفشل قيادتها بعد أن سمحت للتيارات السياسية المختلفة بالتأثير على الجمعية، والتي بدأت تتجه إلى بعض الأحزاب وتساند سياستها فزجت بالجمعية في معترك الصراع بين الأحزاب الهندية والأفريقية في غيانا، وقد تسببت هذه السياسة في انقسام اللجنة التنفيذية للجمعية (صدر انجمان) الإسلامية في انتخابات اللجنة التنفيذية سنة 1392هـ ـ 1972 م، فأصبح للجمعية لجنتان تنفيذيتان، كل منهما تدعى أنها تمثل الأقلية المسلمة بغيانا، ويرأس اللجنة الأولى السيد محمد نصار، ويرأس اللجنة الثانية السيد يعقوب علي، وهكذا يسيطر التمزق والخلاف على أقدم جمعية إسلامية بغيانا، ولقد بذلت محاولات عديد لإنهاء الخلاف وتوحيد الجمعية، وفشلت هذه الجهود، ونتيجة هذا الانقسام التفت جماعة أخرى حول زعامة جديدة وأسسوا المجلس العام للإخوة الإسلامية، وحاولت تفادي أخطاء الجمعية السابقة، ولكن هذا الأمر زاد من انقسام الجالية المسلمة، وتعددت الجمعيات، مثل جمعية الإحسان، والمركز الإسلامي والحزب الإسلامي، وهكذا تتعدد الهيئات الإسلامية في غيانا، وانعكس هذا الوضع على أحوال الأقلية، فكانت السلبيات المؤلمة، والتي زادت من الانقسامات، ولهيئة أمة الإسلام في الغرب جهود نحو تحسين أحوال الأقلية المسلمة في غيانا اقتصاديا، فانتشرت مساحة واسعة من الأراضي الزراعية، وصلت إلى مائة ألف فدان استغلت لرفع دخل مستوى الأقلية المسلمة وتمويل المطبوعات الإسلامية، وتصدر الجالية الإسلامية صحيفة الجارديان الإسلامية، ومجلة مسلم كورير.

## مناطق المسلمين
ينتشر المسلمون في جورج تون وضواحيها حيث يعيش حوالي نصف الجالية المسلمة، كذلك توجد الجالية المسلمة في بلدة انتربرايز، كما تنتشر الجالية في عدد كبير من القرى والمدن منها باريكي، وديمرارا، وكوبزتون، وبربيلة وفئة قليلة من المسلمين تتمتع بدخول مرتفعة، بينما الأغلبية تعاني من الدخول المنخفضة، أما التحديات فتتمثل في الشيوعية والقومية الهندوكية، وإلى جانب هذه التحديات المسيحية والقاديانية.

## الوضع السكاني
وفقًا لتعداد عام 2012، فإن ما يقرب من 6.8 بالمائة من السكان مسلمون (بإجمالي 50572 نسمة). جميع المسلمين تقريبًا من أصل هندي. عدد السكان المسلمين آخذ في الانخفاض بسبب الهجرة.
| السنة      | (سكان) غيانا | السكان المسلمين | الحِصَّة (%) |
| ---------- | ------------ | --------------- | --------- |
| 1980 تعداد | 759,567      | 66,122          | 8.7%      |
| 1991 تعداد | 723,673      | 57,669          | 8.0%      |
| 2002 تعداد | 751,223      | 54,554          | 7.3%      |
| 2012 تعداد | 746,955      | 50,572          | 6.8%      |

### التوزيع الجغرافي
تمتلك جزر إيسيكويبو - غرب ديميرارا أعلى نسبة من المسلمين حيث يُألفون ما يقرب من 12% من سكانها جزءًا من «الأمة»، تليها شرق بيربيس-كورينتين بنسبة 10% وماهايكا-بيربيس بنسبة 9٪.
| الرقم. | المحافظة                          | السكان (2012) | المسلمين | %     |
| ------ | --------------------------------- | ------------- | -------- | ----- |
| 1      | باريما - ويني ‏                    | 27,643        | 70       | 0.3%  |
| 2      | بوميرون-سوبنام ‏                   | 46,810        | 3,201    | 6.8%  |
| 3      | إقليم جزر ايسيكويبو غرب ديميرارا ‏ | 107,785       | 12,688   | 11.8% |
| 4      | ديميرارا-مهايكا ‏                  | 311,563       | 18,702   | 6.0%  |
| 5      | Mahaica-Berbice                   | 49,820        | 4,494    | 9.0%  |
| 6      | شرق بيربيس كورتين                 | 109,652       | 10,448   | 9.5%  |
| 7      | كويوني مازاروني ‏                  | 18,375        | 350      | 1.9%  |
| 8      | بوتارو سيباروني                   | 11,077        | 67       | 0.6%  |
| 9      | أبر كاتوكو - أبر ايسيكوبيو ‏       | 24,238        | 135      | 0.6%  |
| 10     | أوت ديمارارا بيربيس               | 39,992        | 417      | 1.0%  |
|        | غيانا                             | 746,955       | 50,572   | 6.8%  |